# Miguel Martínez (luchador)
Miguel Martínez Palacios (23 de marzo de 1991), es un luchador cubano de lucha grecorromana. Participó en el Campeonato Mundial de 2015 consiguiendo 30.ª posición. Consiguió una medalla de bronce en los Juegos Panamericanos de 2015. Ganó dos medallas de oro en Campeonatos Panamericanos de 2014 y 2015. Logró la medalla de oro en Juegos Centroamericanos y del Caribe en 2014.